# Снохомиш
Вижте пояснителната страница за други значения на Снохомиш.
Снохомиш (на английски: Snohomish) е етническа група на Крайбрежните салиши, която първоначално живее в долната част на река Снохомиш и на южния бряг на остров Уитби, северно от днешния Сиатъл в щата Вашингтон, Съединените американски щати, наброяваща в края на 20 век около 900 души като повечето от тях живеят в резервата Тюлалип в щата Вашингтон. Традиционният им език е снохомиш от клона Северен лушудсид на Салишкото езиково семейство, който се говори от около 10 души.

## Подразделения
Снохомиш се състои от 4 подразделения, чиито постоянни села са разположени на остров Уитби, на Престън Пойнт, на Порт Гарднър и на река Снохомиш.
- сдугуадскабш (сдохобкс)- в южната част на остров Уитби.
- скуилсидиабш- от Престън Пойнт, над Евърет и южния крайна остров Камано.
- снохомиш- на Порт Гарднър и река Снохомиш.
- тукуетлбабш (куетлмамиш, нкуентлмамиш)- на река Снохомиш, около устието на Пилчук крийк.[1]

## История
Снохомиш са група на Южните крайбрежни салиши, които се заселват в района на Пюджет Саунд преди около 2000 години. Малко е известно за живота на тези индианци преди европейския контакт. Търговците пристигат около 1827 г., а мисионерите около 1840 г., последвани от заселниците. През 1854 и 1855 г. Южните крайбрежни салиши са принудени да подпишат редица договори с Американското правителство и да се заселят в резервати. През 1855 г. е създаден резервата Тюлалип за племената снохомиш, снокуалми, стилагуамиш и други. Повечето от хората на тези племена обаче отказват да се преместят в резервата и в крайна сметка остават без земя. Снохомиш, които остават в родината си впоследствие се реорганизират като новото племе снохомиш. Племето приема своя конституция през 1934 г. Тези, които се преместват в резервата Тюлалип успяват да запазят своята идентичност и през 20 век подават иск за федерално признаване, заедно с тези обособили се като самостоятелна единица извън резервата. В края на 20 век снохомиш общо имат над 900 записани членове.